# Jan Szomburg
Jan Jacek Szomburg (ur. 4 lipca 1951 w Łebie) – polski ekonomista, publicysta, w latach 1989–2020 prezes zarządu Instytutu Badań nad Gospodarką Rynkową.

## Życiorys
Syn Józefa, pracującego jako latarnik. Ukończył studia ekonomiczne na Uniwersytecie Gdańskim. Uzyskał następnie stopień naukowy doktora w zakresie ekonomii, specjalizując się w ekonomice i organizacji transportu morskiego. Pracował jako asystent i adiunkt na Uniwersytecie Gdańskim. W 1980 przystąpił do „Solidarności”.
Należał do środowiska gdańskich liberałów i działaczy KLD. W 1989 był założycielem i został prezesem zarządu Instytutu Badań nad Gospodarką Rynkową, którym kierował do 2020. Na początku lat 90. pełnił funkcję doradcy ministra przekształceń własnościowych. W okresie rządu Jerzego Buzka zajmował stanowisko przewodniczącego działającej przy premierze Rady Przekształceń Własnościowych. Obejmował różne funkcje w radach nadzorczych banków, został też dyrektorem Polskiego Forum Strategii Lizbońskiej. Zasiadał w radzie nadzorczej BRE Banku.

## Odznaczenia i wyróżnienia
- Złoty Krzyż Zasługi (1999)[1]
- Medal Księcia Mściwoja II (2013)[6]

## Wybrane publikacje
- Ekonomika transportu morskiego. Ćwiczenia (współautor), Wyd. UG, Gdańsk 1981.
- Ekonomika przedsiębiorstwa żeglugi morskiej (współautor), Wyd. UG, Gdańsk 1989.
- Property reform as a basis for social and economic reform (współautor), „Communist Economies”, vol. 1 (3), 1989, s. 257–268.
- Monitoring przedsiębiorstw sprywatyzowanych, IBnGR, Gdańsk 1994.
- Efekty prywatyzacji przedsiębiorstw drogą leasingu, IBnGR, Gdańsk 1996.
- Efekty prywatyzacji przedsiębiorstw drogą szybkiej sprzedaży, IBnGR, Gdańsk 1996.
- Model instytucjonalny polityki rozwoju regionalnego w Polsce (współautor), IBnGR, Gdańsk 2000.
- Polityka regionalna państwa: pośród uwikłań instytucjonalno-regulacyjnych, IBnGR, Gdańsk 2001.
- Kultura i przemysły kultury szansą rozwojową dla Polski, IBnGR, Gdańsk 2002.
- Czy wartości i normy społeczne są barierą reform w UE?, IBnGR, Gdańsk 2004.
- Jak poprawić dialog Polaków?, IBnGR, Gdańsk 2005.
- Jakie Razem Polaków w XXI wieku? Wspólnota tożsamości, zasad czy działań?, IBnGR, Gdańsk 2009.